# ليف رولان
ليف رولان (بالنرويجية البوكمول: Leif Steinar Rolland)‏ هو لاعب رماية نرويجي، ولد في 1970.

## وصلات خارجية
- ليف رولان على موقع أوليمبيديا (الإنجليزية)